# En concierto... Inolvidable
En concierto… INOLVIDABLE es el segundo álbum en vivo de la cantante española Rocío Dúrcal, dirigido y realizado por el productor argentino Bebu Silvetti, lanzado al mercado el 22 de octubre de 2002 bajo el sello discográfico BMG Ariola.
Grabado en vivo desde el Auditorio Nacional de la Ciudad de México con un recital estupendo, interpretando así sus más grandes canciones, procurando que este disco fuese diferente a su anterior producción en directo "El concierto... En vivo", decide incluir nuevas canciones para este álbum interpretando "Si Nos Dejan", "De Qué Manera Te Olvido", "Jamás Te Prometí Un Jardín De Rosas" y más dos temas inéditos que son "Hasta Que Vuelvas" y "Eres Único" compuestas por Kike Santander y Armando Manzanero. Este disco fue nominado a los Premios Grammy Latinos en la categoría "Mejor Álbum Ranchero" y el Premio póstumo del Grammy Latino como "Mejor Productor Del Año" entregado a Bebu Silvetti por el disco "En Concierto... INOLVIDABLE". 
Del álbum salió la edición para DVD grabado en vivo por la cadena de televisión Televisa desde el Auditorio Nacional de la Ciudad de México. El primer sencillo de este álbum fue "Hasta Que Vuelvas" promocionando a la vez su próximo trabajo musical producido por Kike Santander para el otro año y del cual incluía el mismo tema, aunque en dicho álbum se le dio una nueva versión musical. 

## Lista de temas del CD
|     | Título | Autor(es)                                                                          | Duración |
| --- | --- | ---------------------------------------------------------------------------------- | -------- |
| 1.  | Obertura: Costumbres / La Gata Bajo La Lluvia / Cómo Han Pasado Los Años / La Guirnalda / Sola / Amor Eterno | Juan Gabriel / Antonio Morales / Rafael Pérez Botija / Roberto Livi / Rafael Ferro | 2:04     |
| 2.  | Cómo Han Pasado Los Años                                                                                     | Roberto Livi / Rafael Ferro                                                        | 3:33     |
| 3.  | Jamás Te Prometí Un Jardín De Rosas                                                                          | Juan Gabriel                                                                       | 4:02     |
| 4.  | Luz De Luna                                                                                                  | Álvaro Carrillo                                                                    | 3:37     |
| 5.  | Si Nos Dejan                                                                                                 | José Alfredo Jiménez                                                               | 3:14     |
| 6.  | De Qué Manera Te Olvido                                                                                      | Federico Méndez Tejeda                                                             | 2:52     |
| 7.  | Me gustas mucho                                                                                              | Juan Gabriel                                                                       | 3:32     |
| 8.  | Desaires | Joan Sebastian                                                                     | 2:51     |
| 9.  | Infiel | Víctor Yunés Castillo                                                              | 3:55     |
| 10. | Como Tu Mujer                                                                                                | Marco Antonio Solís                                                                | 4:07     |
| 11. | Porque Te Quiero                                                                                             | Billy Davis / Jorsaci                                                              | 4:35     |
| 12. | Sombras… Nada Más                                                                                            | José María Contursi                                                                | 3:50     |
| 13. | Costumbres                                                                                                   | Juan Gabriel                                                                       | 5:06     |
| 14. | Amor Eterno                                                                                                  | Juan Gabriel                                                                       | 6:24     |
| 15. | Eres Único (Inédito)                                                                                         | Armando Manzanero                                                                  | 3:37     |
| 16. | Hasta Que Vuelvas (Inédito)                                                                                  | Kike Santander                                                                     | 3:58     |

## Lista de temas del DVD

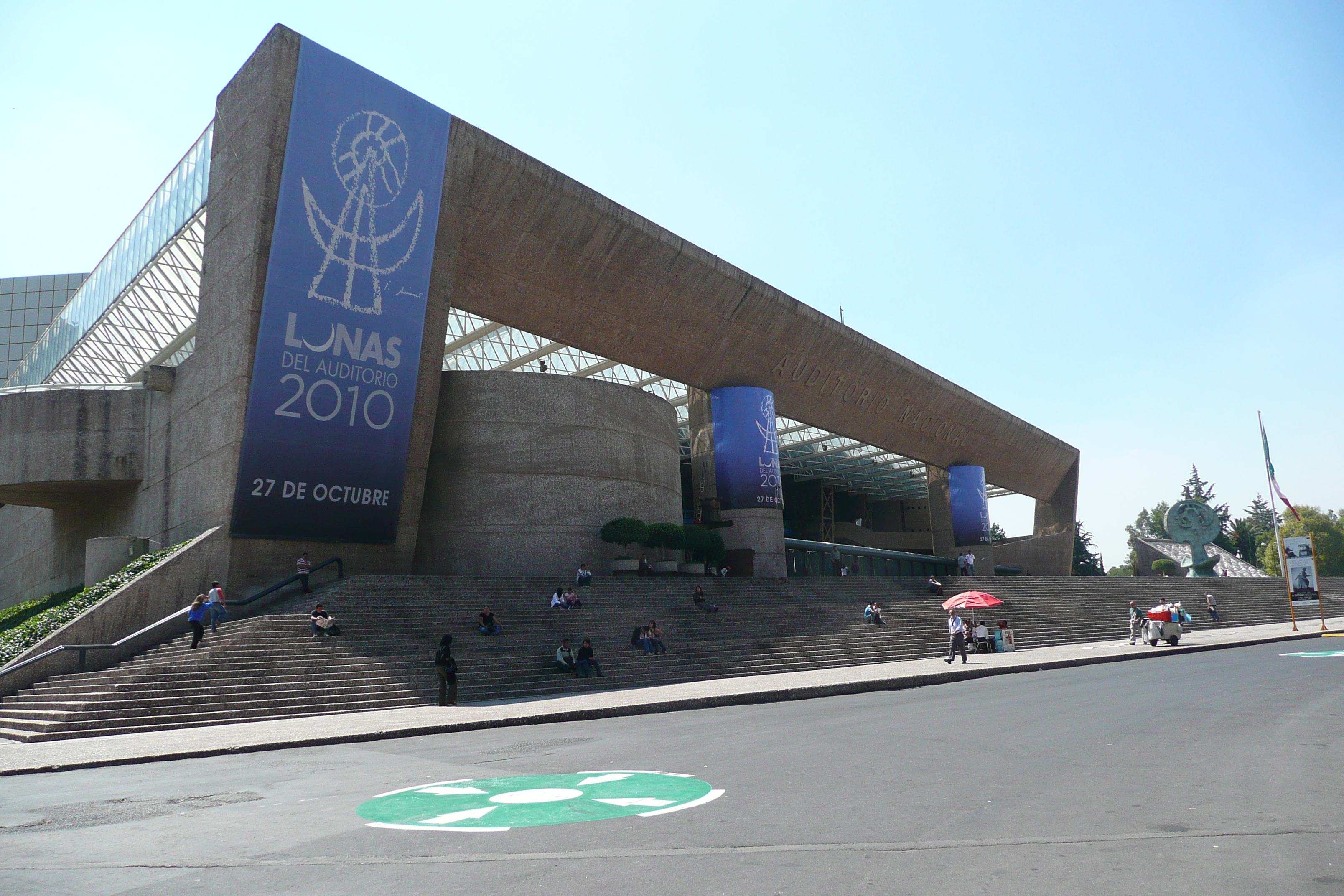
Fachada principal del Auditorio Nacional en México, D.F. Lugar donde se grabó el álbum.

|     | Título | Autor(es)                                                                          |
| --- | --- | ---------------------------------------------------------------------------------- |
| 1.  | Obertura: Costumbres / La Gata Bajo La Lluvia / Cómo Han Pasado Los Años / La Guirnalda / Sola / Amor Eterno | Juan Gabriel / Antonio Morales / Rafael Pérez Botija / Roberto Livi / Rafael Ferro |
| 2.  | Quédate Conmigo Esta Noche                                                                                   | Juan Gabriel                                                                       |
| 3.  | La Gata Bajo La Lluvia                                                                                       | Rafael Pérez Botija                                                                |
| 4.  | Vestida De Blanco                                                                                            | Roberto Livi                                                                       |
| 5.  | Cómo Han Pasado Los Años                                                                                     | Roberto Livi / Rafael Ferro                                                        |
| 6.  | Fue Un Placer Conocerte                                                                                      | Juan Gabriel                                                                       |
| 7.  | Fue tan poco tu cariño                                                                                       | Juan Gabriel                                                                       |
| 8.  | Te Sigo Amando                                                                                               | Juan Gabriel                                                                       |
| 9.  | Me Nace Del Corazón                                                                                          | Juan Gabriel                                                                       |
| 10. | Luz De Luna                                                                                                  | Álvaro Carrillo                                                                    |
| 11. | Si Nos Dejan                                                                                                 | José Alfredo Jiménez                                                               |
| 12. | De Qué Manera Te Olvido                                                                                      | Federico Méndez Tejeda                                                             |
| 13. | Me Gustas Mucho                                                                                              | Juan Gabriel                                                                       |
| 14. | Desaires | Joan Sebastian                                                                     |
| 15. | Infiel | Víctor Yunés Castillo                                                              |
| 16. | La Guirnalda                                                                                                 | Juan Gabriel                                                                       |
| 17. | Como Tu Mujer                                                                                                | Marco Antonio Solís                                                                |
| 18. | Porque Te Quiero                                                                                             | Billy Davis / Jorsaci                                                              |
| 19. | Sombras… Nada Más                                                                                            | José María Contursi                                                                |
| 20. | A Media Luz                                                                                                  | Emilio Fresedo / Osvaldo Fresedo                                                   |
| 21. | Costumbres                                                                                                   | Juan Gabriel                                                                       |
| 22  | Caminito | Gabino Coria Peñaloza                                                              |
| 23. | Amor Eterno                                                                                                  | Juan Gabriel                                                                       |

## Premios Y Logros Obtenidos Por El Álbum
- Premios Grammy Latinos

| Año  | Álbum                         | Categoría                                             | Resultado |
| ---- | ----------------------------- | ----------------------------------------------------- | --------- |
| 2003 | "En concierto... Inolvidable" | "Mejor Álbum Ranchero"                                | Nominado  |
| 2003 | "En concierto... Inolvidable" | "Mejor Productor Del Año" (Entregado a Bebu Silvetti) | Ganador   |

## Listas Musicales
| Año  | País           | Lista                      | Mejor Posición |
| ---- | -------------- | -------------------------- | -------------- |
| 2002 | Estados Unidos | Billboard Top Latin Albums | 48             |

## Certificaciones
| País   | Certificación    | Ventas Certificadas |
| ------ | ---------------- | ------------------- |
| México | Disco de Platino | 60.000              |
| México | Disco de oro     | 30.000              |
| España | Disco de oro     | 10.000              |

## Músicos
- Rocío Dúrcal (Voz).
- Juan Carlos Girón, Eric Mora y Manny López (Guitarra).
- Bernardino De Santiago (Guitarrón).
- José Guadalupe Alfaro (Vihuela).
- Karen Dixon (Flauta).
- Alfredo Oliva (Concertina).
- Robert Weiner (Oboe).
- Trevor Newman, Levi Mora Arriaga, Jason Carder, Jim Hacker (Trompeta).
- John David Smith y Dwayne Dixon (Trompa).
- Dana Teboe, John Kricker (Trombón).
- Bebu Silvetti (Piano).
- Julio Hernández (Bajo Eléctrico).
- Richard Bravo (Percusión).
- Susana De Las Heras (Coros).